# ابراهیم ابراهیمیان
ابراهیم ابراهیمیان (زاده ۲۷ بهمن ۱۳۶۰) کارگردان، نویسنده و تدوین‌گر ایرانی است. وی فارغ‌التحصیل رشتهٔ کارگردانی است. ابراهیمیان فعالیت سینمایی خود را از سال ۱۳۹۲ با فیلم ارسال یک آگهی تسلیت برای روزنامه آغاز کرد.

## زندگی‌نامه
ابراهیم ابراهیمیان ۲۷ بهمن ۱۳۶۰ در شهر طاد اصفهان متولد شد. وی فارغ‌التحصیل رشتهٔ کارگردانی است. ابراهیمیان فعالیت سینمایی خود را از سال (۱۳۹۲) با فیلم ارسال یک آگهی تسلیت برای روزنامه آغاز کرد، ساخت این فیلم در ۱۵ مهر (۱۳۹۲) در تهران آغاز شد و با آن در سی‌‌و‌دومین جشنوارهٔ فیلم فجر شرکت کرد. ابراهیم ابراهیمیان کارگردانی فیلم‌های سینمایی ارسال یک آگهی تسلیت و عادت نمی‌کنیم (۱۳۹۴)، را برعهده داشته ‌است. وی همچنین نویسنده و تدوین‌گر فیلم عادت نمی‌کنیم (۱۳۹۴) نیز بوده ‌است. عادت نمی‌کنیم دومین حضور ابراهیمیان در فستیوال فجر بود که در جشنواره سی‌وچهارم فجر به نمایش درآمد و در سه رشته فیلمنامه، بازیگر نقش اول زن (ساره بیات) و بازیگر نقش مکمل مرد (حمیدرضا آذرنگ) کاندید دریافت سیمرغ شد.
دابلند (۲۰۱۸) نام فیلمی است که ابراهیمیان آن را برای سینمای گرجستان ساخته ‌است.

## فیلم‌شناسی

### کارگردان و نویسنده
| نام فیلم                         | سال  | نویسنده                     | کارگردان           | تهیه‌کننده       |
| -------------------------------- | ---- | --------------------------- | ------------------ | --------------- |
| سیازنگی                          | ۱۳۹۵ |                             | ابراهیم ابراهیمیان | جواد خمیس آبادی |
| دابلند                           | ۱۳۹۶ | سارا سلطانی                 | ابراهیم ابراهیمیان | محمدرضا مصباح   |
| پیلوت                            | ۱۳۹۶ | ابراهیم ابراهیمیان          | ابراهیم ابراهیمیان | محمدرضا مصباح   |
| آااادت نمی‌کنیم                   | ۱۳۹۴ | ابراهیم ابراهیمیان          | ابراهیم ابراهیمیان | پیمان جعفری     |
| ارسال یک آگهی تسلیت برای روزنامه | ۱۳۹۲ | سارا سلطانی                 | ابراهیم ابراهیمیان | حسن کلامی       |
| میدان سرخ                        | ۱۴۰۰ | سارا سلطانی ، علی مسعودی‌نیا | ابراهیم ابراهیمیان | جواد نوروزبیگی  |